# Misión jesuítica de Santo Tomé Apóstol
La misión jesuítica de Santo Tomé Apóstol fue una de las misiones que la Compañía de Jesús estableció en la provincia jesuítica del Paraguay, que se situaba en una zona del Virreinato del Perú que luego pasó a ser el Virreinato del Río de la Plata con capital en Buenos Aires, durante la colonización española de América.
Está ubicada en la ciudad de
Santo Tomé, provincia de Corrientes República Argentina.
Fue fundada por Luis Ernot en el año 1632.